# Geostiba gomborica
Geostiba gomborica – gatunek chrząszcza z rodziny kusakowatych i podrodziny rydzenic.
Gatunek ten opisany został po raz pierwszy w 2022 roku przez Volkera Assinga na łamach „Contributions to Entomology”. Jako lokalizację typową wskazano zachodnie okolice Telawi w gruzińskiej Kachetii. Epitet gatunkowy odnosi się do pasma Tsiv-Gombori, w którym leży miejsce typowe.
Chrząszcz o wydłużonym ciele długości koło 2,8 mm. Głowa jest jasnoruda z żółtoczerwonymi czułkami, lekko wydłużona. Oczy są silnie uwstecznione, pozbawione fasetek. Lekko poprzeczne przedplecze ma barwę głowy i jest od niej wyraźnie szersze. Pokrywy są znacznie krótsze od przedplecza, niewiele od niego szersze, ubarwione jak ono. Mikrorzeźba głowy, przedplecza i pokryw jest lekko połyskująca. U samca pokrywy mają parę ziarniście punktowanych wyniosłości po obu stronach szwu, pozbawione są zaś wcisków. Odnóża mają żółte ubarwienie. Odwłok jest bladorudy. U samca na powierzchni siódmego tergitu znajduje się para małych, lekko zbiegających się ku tyłowi guzków tylno-środkowych. Genitalia samca mają mały środkowy płat edeagusa.
Gatunek palearktyczny, znany wyłącznie z Kachetii. Znaleziony został w lesie zdominowanym przez Fagus orientalis, na rzędnych około 1090 m n.p.m. Bytuje w ściółce.